# Музей «Чеська школа»
Музе́й «Че́ська шко́ла» — музей історії однієї зі шкіл села Колочава, що в Міжгірському районі Закарпатської області. Створений 2007 року. 
Музей «Чеська школа» — частина більшого Музею «Стара школа», який складається з музеїв «Радянська школа» і «Чеська школа». 
Музей «Чеська школа» присвячений періоду 1931—1938 рр, коли в Колочаві працювала школа з чеською мовою навчання. Чеську школу відвідували переважно діти місцевих євреїв, а також представників чеської влади — нотаря, урядників і жандармів, яких направили на Закарпатті з Чехії. Чеська школа в Колочаві існувала протягом 7 років, але вона залишила слід в історії села. Експозиція Музею «Чеська школа» створена завдяки спогадам колишніх учнів — академіка Миколи Мушинки із Пряшевського університету (Словаччина) і доктора Францишека Гибела, директора музею Яна Камінського (Чехія). 
Музей «Чеська школа» складається із двох приміщень: класу і кімнати відпочинку вчителя. 